# Єжув (Конецький повіт)
Єжув (пол. Jeżów) — село в Польщі, у гміні Конське Конецького повіту Свентокшиського воєводства.
Населення — 203 особи (2011).
У 1975-1998 роках село належало до Келецького воєводства.

## Демографія
Демографічна структура на день 31 березня 2011 року:
|          | Загалом | Допрацездатний вік | Працездатний вік | Постпрацездатний вік |
| -------- | ------- | ------------------ | ---------------- | -------------------- |
| Чоловіки | 102     | 23                 | 72               | 7                    |
| Жінки    | 101     | 20                 | 61               | 20                   |
| Разом    | 203     | 43                 | 133              | 27                   |